# أنقليس سولاوسي
أنقليس سولاوسي (الاسم العلمي: Anguilla celebesensis) (بالإنجليزية: Celebes longfin eel)‏ هو نوع من الأسماك يتبع جنس الأنقليس من الفصيلة الأنقليسية.